# 出石心大臣命
出石心大臣命（いづしこころのおおおみのみこと、生没年不詳）は、古代日本の豪族である穂積臣・物部連等の祖。

## 概要
『先代旧事本紀』「天皇本紀」によると、孝照天皇（孝昭天皇）即位元年秋7月に宇摩志麻治命後裔の出石心命が大臣となったとされる。「天孫本紀」でも同様の事績を伝え、大神を祭祀したとされる。

## 系譜
「天孫本紀」では出石心大臣命を饒速日命の3世孫で出雲醜大臣命や大禰命の兄弟に位置づける。母系に関する伝承は淡海川枯姫で異説がない。